# Jordan Connor
Jordan Connor Yuen (Calgary, 17 settembre 1991) è un attore canadese, noto per aver interpretato Sweet Pea nella serie TV Riverdale.

## Biografia
Jordan Connor è nato il 17 settembre 1991 a Calgary. Quando aveva 2 anni, lui e la sua famiglia si sono trasferiti a Vancouver. Suo padre, nato in Canada, è di origine cinese, vietnamita, tailandese, indonesiana e samoana, mentre sua madre è croata. Inoltre, secondo il test del DNA, da lui compiuto, ha anche origini est europee, spagnole, greche, italiane, tedesche e native americane. Ha un fratello, Brad, e una sorella, Nicole.
Connor ha frequentato la Sands Secondary School, a Delta. Durante i suoi anni scolastici, ha preso parte ad alcuni musical, tra cui Guys and Dolls. Dopo essersi diplomato, ha frequentato l'Università della Columbia Britannica.
Successivamente, ha lasciato l'università per proseguire la sua carriera di attore, studiando recitazione presso il Railtown Actors Studio di Vancouver.

### Carriera
Ha iniziato a recitare nel 2013, nella serie televisiva Supernatural. Nello stesso anno ha interpretato Adam nel cortometraggio Fighting Free e David nella serie The Tomorrow People. Nel 2014, ha recitato nei film What an Idiot e The Cover-Up. Nel 2016, è apparso in un episodio di Lucifer e nel 2017, viene scelto per interpretare Sweet Pea nella serie televisiva Riverdale.
Nel 2019, ha interpretato Kevin, nella miniserie di Hulu, Cercando Alaska.  Nel 2019, ha interpretato Vinnie, nella webserie Hospital Show, andata in onda su YouTube. Nel 2020, Connor ha vinto il primo episodio di Rupaul's Secret Celebrity Drag Race.

## Vita privata
Il 4 settembre 2021 ha sposato Jinjara Mitchell, con cui si frequentava dal 2018.

## Filmografia

### Attore

#### Cinema
- What an Idiot, regia di Peter Benson (2014)
- The Cover-Up, regia di Erick Boychuk (2014)

#### Televisione
- Supernatural - serie TV, episodio 8x21 (2013)
- The Tomorrow People - serie TV, episodio 1x07 (2013)
- Ivy Tower - serie TV, 2 episodio (2014)
- Backstrom - serie TV, episodio 1x03 (2015)
- Lucifer - serie TV, episodio 2x04 (2016)
- No Tomorrow - serie TV, episodio 1x08 (2016)
- The Magicians - serie TV, episodio 2x05 (2017)
- You Me Her - serie TV, episodio 2x07 (2017)
- Riverdale - serie TV, 36 episodi (2017-2021)
- Cercando Alaska (Looking for Alaska) - miniserie TV, 8 episodi (2019)
- Hospital Show - miniserie TV, 10 episodi (2019)
- Nurses - Nel cuore dell'emergenza (Nurses) - serie TV, 10 episodi (2021)
- Hudson & Rex - serie TV, episodio 5x08 (2022)
- Paranormal Solutions Inc. - serie TV, episodio 2x05 (2024)

#### Cortometraggi
- Fighting Free, regia di Richard Duke (2013)
- Never Gonna Let You, regia di David Tenniswood (2013)
- Destroyer, regia di Kevan Funk (2013)
- Getting Up: Legends of New Radius, regia di Elliott Montello (2023)
- The Skimmer, regia di Jordan Connor e Derek Wallis (2023)

#### Videoclip
- Shoes - Mina Tobias (2019)
- Vessel - ROYAL (2019)

### Produttore
- The Skimmer, regia di Jordan Connor e Derek Wallis - cortometraggio (2023)
- The Ornament, regia di Jinjara Mitchell - cortometraggio (2024)
- Run N Gun 2023: Intro Video, regia di Josh Aries, Daniel Irving e Alex Lovekink - cortometraggio (2024)

### Regista
- The Skimmer, co-regia con Derek Wallis - cortometraggio (2023)

## Doppiatori italiani
Nelle versioni in italiano delle opere in cui ha recitato, Jordan Connor è stata doppiato da:
- Stefano Sperduti in Riverdale
- Federico Campaiola in Cercando Alaska